# Бангіофіцієві
Бангіофіцієві (Бангієфіцієві, Bangiophyceae) — клас червоних водоростей.

## Опис
Одноклітинні, колоніальні, а також багатоклітинні водорості трихальної, гетеротрихальної і пластинчато-паренхиматозної структури. Ріст дифузний. Клітини одноядерні, хлоропласт один або кілька, осьовий, зірчастий або пристінний, стрічкоподібний або чашоподібний. Піреноїд один центральний або відсутній. Вегетативне розмноження поділом клітини на дві або більше дочірніх клітин. Безстатеве розмноження відомо лише у високоорганізованих представників. Гамети формуються в результаті прямого перетворення вегетативних клітин, жіночі — по одній, чоловічі — численні в кожній клітині. Зигота ділиться і перетворюється в карпоспори. Моноспори і карпоспори голі, здатні до амебоїдного руху.

## Поширення
Мешкають переважно в морях, незначна кількість — у прісноводних водоймах. Морські форми поширені в прибережній зоні літоралі всіх морів.